# Проєктивна площина

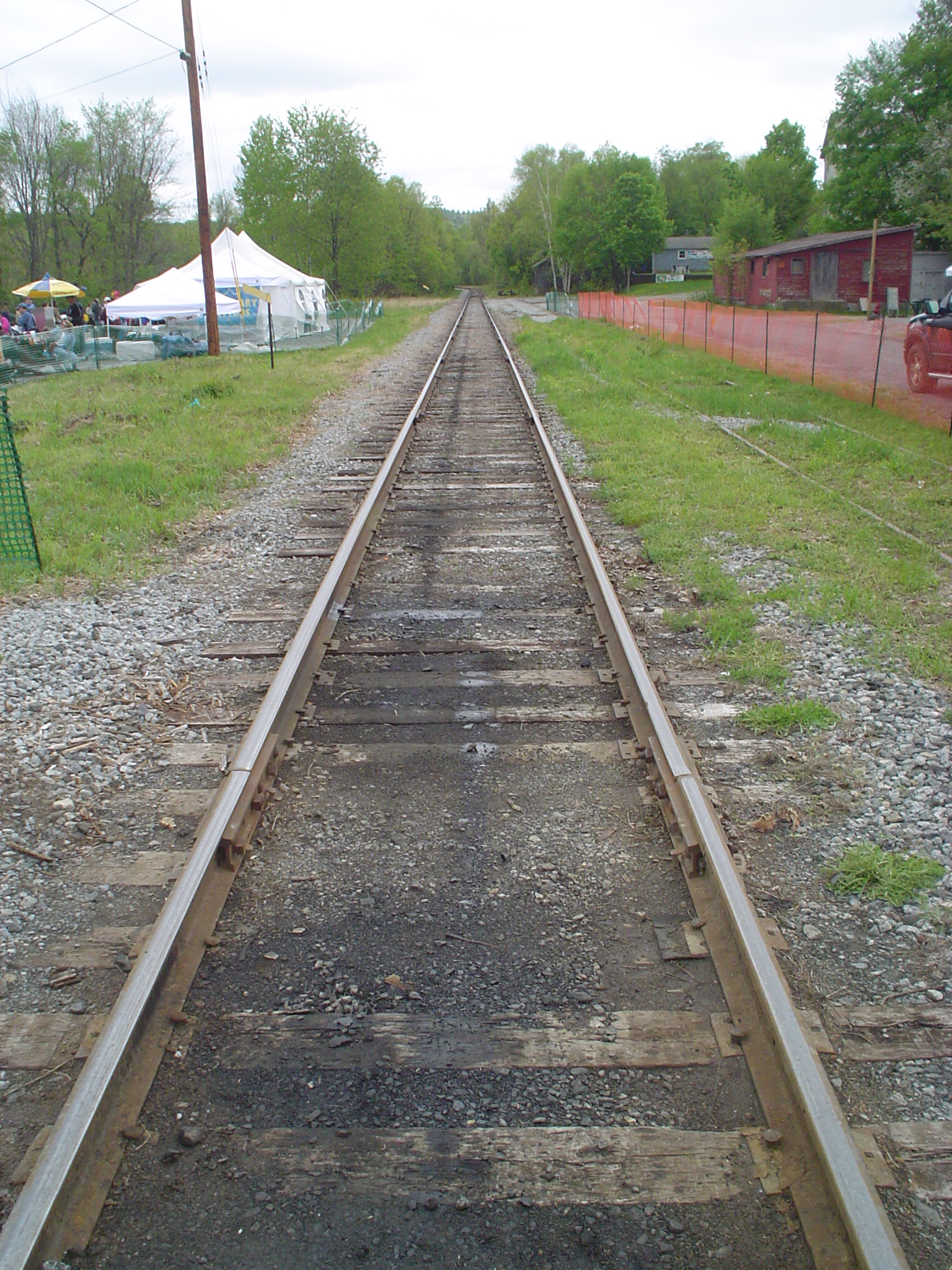
Ці паралельні прямі візуально перетинаються у деякій зникомій точці «в нескінченності». У проєктивній площині це фактично є правдою.

У математиці проєктивна площина — це геометрична структура, яка розширює поняття площини. На звичайній евклідовій площині дві прямі перетинаються в одній точці, але є деякі пари прямих (названі паралельними прямими), які не перетинаються. Проєктивну площину можна розглядати як звичайну площину, яка має додаткові «точки на нескінченності», в яких паралельні прямі перетинаються. Множина всіх "нескінчено відалених" точок складає "нескічено віддалену" пряму. Проективна геометрія починається, коли ми "забуваємо" про "нескінченість" цих точок, і поводимося з ними, як із звичайними точками. Таким чином, будь-які дві різні прямі в проєктивній площині перетинаються в одній і лише одній точці.
Художники ренесансу, розвиваючи техніку малювання в перспективі, заклали основу цього математичного напрямку. Архетипним прикладом є дійсна проєктивна площина, також відома як розширена евклідова площина. Цей приклад, у дещо іншому вигляді, є важливим поняттям в алгебричній геометрії, топології і проєктивній геометрії, де вона може позначатися по-різному: PG(2, R), RP2, або P2(R) та ін. Існує багато інших проєктивних площин, наприклад, нескінченна комплексна проєктивна площина і скінченна площина Фано.
Проєктивна площина є двовимірним проєктивним простором, але не всі проєктивні площини можуть вбудовуватися в тривимірний простір (див. Теорема Дезарга).

## Визначення
Проєктивна площина складається з набору прямих, набору точок і зв'язків між прямими і точками, які називаються інциденціями, які мають такі властивості:
1. Для даних двох різних точок є лише одна пряма, інцидентна їм обом.
2. Для даних двох різних прямих існує лише одна точка, інцидентна їм обом.
3. Існує чотири таких точки, що не існує прямих, інцидентних більше ніж двом із них.

Друга умова означає, що не існує паралельних прямих. Остання умова виключає так звані вироджені випадки. Термін «інциденція» використовують, аби підкреслити симетричну природу зв'язків між точками і прямими. Таким чином, вислів «точка P є інцидентною прямій l» використовують замість вислову "P лежить на l " або «l проходить через P».